# 三重県立特別支援学校玉城わかば学園
三重県立特別支援学校玉城わかば学園（みえけんりつ とくべつしえんがっこう たまきわかばがくえん）は、三重県度会郡玉城町宮古にある県立特別支援学校。

## 所在地
- 三重県度会郡玉城町宮古726-17

## 通学区域
- 伊勢市、鳥羽市、志摩市、度会郡

## 交通
- JR東海参宮線田丸駅より徒歩約18分。

## 設置学部
- 小学部
- 中学部
- 高等部

## 歴史
- 1994年（平成6年）4月1日 - 三重県立養護学校玉城わかば学園として創立。
- 2007年（平成19年）4月1日 - 三重県立特別支援学校玉城わかば学園に校名変更。
- 2018年（平成30年）4月1日 - 三重県立松阪あゆみ特別支援学校の開校に伴い、通学区域が伊勢市、鳥羽市、志摩市と度会郡となる。